# Perseguimento dei criminali di guerra ottomani
Dopo la prima guerra mondiale, il tentativo di perseguire i criminali di guerra ottomani fu ripreso dalla Conferenza di pace di Parigi (1919) e infine incluso nel Trattato di Sèvres (1920) con l'Impero ottomano. Il governo ottomano organizzò una serie di corti marziali nel 1919-1920 per perseguire i criminali di guerra, ma queste fallirono a causa delle pressioni politiche. Lo sforzo principale dell'amministrazione alleata che occupava Costantinopoli fu quello di istituire un tribunale internazionale a Malta per processare i cosiddetti esiliati di Malta, criminali di guerra ottomani tenuti come prigionieri di guerra dalle forze britanniche a Malta. Alla fine, nell'isola tali tribunali non si tennero.
Lo storico Taner Akçam afferma che la protezione dei criminali di guerra dai procedimenti giudiziari era diventata una priorità chiave del Movimento Nazionale turco. Secondo il giudice della Corte europea dei diritti dell'uomo Giovanni Bonello la sospensione dei procedimenti giudiziari, il rimpatrio e il rilascio dei detenuti turchi furono inoltre il risultato della mancanza di un quadro giuridico adeguato con la giurisdizione sovranazionale, perché dopo la prima guerra mondiale non esisteva nessuna norma internazionale per la regolamentazione dei crimini di guerra. Il rilascio dei detenuti turchi fu ottenuto in cambio di 22 prigionieri britannici detenuti da Mustafa Kemal Atatürk.
Poiché non esistevano leggi internazionali in base alle quali potessero essere processati, gli uomini che orchestrarono il genocidio sfuggirono ai processi e viaggiarono in modo relativamente libero in Germania, in Italia e in Asia centrale. Ciò portò alla formazione dell'Operazione Nemesis, un'operazione segreta condotta da rivoluzionari armeni durante la quale varie figure politiche e militari ottomane che fuggirono dalle accuse furono assassinate per il loro ruolo nel genocidio armeno.

## Contesto

### Reazioni alleate ai massacri, 1915-1917
A seguito del reportage di Henry Morgenthau, Sr., ambasciatore degli Stati Uniti presso l'Impero ottomano, sulla resistenza armena durante il genocidio armeno nella città di Van, la Triplice Intesa avvertì formalmente l'Impero ottomano il 24 maggio 1915 che:
In considerazione di questi ... crimini della Turchia contro l'umanità e la civiltà ... i governi alleati annunciano pubblicamente ... che riterranno personalmente responsabili ... tutti i membri del governo ottomano e quelli dei loro agenti che sono implicati in tali massacri.

### Corti marziali turche, 1919-1920
L'iniziale perseguimento dei criminali di guerra fu avviato tra il 1919 e il 1920 dal Comitato turco di Unione e Progresso che accusò e processò diversi ex leader e funzionari per sovversione della costituzione, speculazione bellica e per quello che oggi viene chiamato genocidio sia contro i greci che contro gli armeni. Allo stesso tempo, il ministero degli Esteri britannico condusse le proprie indagini su presunti crimini di guerra, discutendo se il processo fosse stato adeguatamente trattato dalle corti marziali turche.
La corte rimase in vigore per quasi un anno, dall'aprile 1919 al marzo 1920, anche se dopo pochi mesi divenne chiaro che il tribunale stava semplicemente esaminando le mozioni. I giudici avevano opportunamente condannato la prima serie di imputati (Enver, e altri) quando erano al sicuro fuori dal paese, ma il Tribunale, nonostante avesse dato grande sfoggio dei suoi sforzi, non aveva nessuna intenzione di emettere le condanne. L'ammiraglio Sir Somerset Gough-Calthorpe protestò presso la Sublime Porta, tolse i processi dalle mani turche e rimosse il procedimento a Malta. Nell'isola fu fatto un tentativo di insediare un tribunale internazionale, ma i turchi pasticciarono le indagini e gestirono malamente le prove documentali in modo che nulla del loro lavoro potesse essere utilizzato dalla corte internazionale.
L'ammiraglio John de Robeck sostituì l'ammiraglio Gough-Calthorpe il 5 agosto 1919 come "Comandante in capo, Mediterraneo e Alto Commissario, a Costantinopoli". Nell'agosto 1920, il procedimento fu interrotto e l'ammiraglio John de Robeck informò Londra dell'inutilità di continuare il tribunale con l'osservazione: "Le sue conclusioni non possono essere ritenute di alcun conto". Secondo il giudice della Corte europea dei diritti dell'uomo Giovanni Bonello, "molto probabilmente i britannici trovarono il sistema inquisitorio continentale di procedura penale utilizzato in Turchia ripugnante ai propri percorsi di giustizia penale e dubitarono della correttezza di fare affidamento su di esso". O, forse, il governo turco non si presentò mai per consegnare i documenti incriminanti usati dai tribunali militari. Qualunque sia la ragione, con l'avvento al potere di Atatürk, tutti i documenti sui quali i tribunali militari turchi avevano basato i loro processi e le loro condanne andarono "persi".

## Processo a Malta

### Esiliati di Malta
Gli esiliati di Malta (in turco Malta sürgünleri) (tra marzo 1919 - ottobre 1920) è il termine usato dalla Turchia per i criminali di guerra (compresi soldati di alto rango, personaggi politici e amministratori) dell'Impero ottomano che furono selezionati dalle carceri di Costantinopoli e mandati in esilio nella Colonia della Corona di Malta dopo l'armistizio di Mudros, in un fallito tentativo di perseguimento avvenuto durante l'occupazione di Costantinopoli da parte delle forze alleate. In seguito all'occupazione di Smirne da parte delle forze greche nel maggio 1919, si verificarono grandi manifestazioni di protesta in Anatolia che aumentarono la pressione sulle corti marziali. I giudici ordinarono in seguito la scarcerazione di 41 indagati al fine di calmare la situazione. Il rilascio non era ciò che le forze alleate avevano in mente e le indusse a considerare una struttura di detenzione migliore della prigione militare di Bekirağa, ben consapevoli che tale prigione sarebbe potuta essere catturata dai manifestanti e i suoi prigionieri rilasciati.
Il governo alleato inviò sessantasette criminali di guerra a Malta in un tentativo di perseguimento coordinato dalle forze britanniche. I criminali di guerra ottomani furono chiamati e trasferiti dalle carceri di Costantinopoli alla colonia britannica di Malta a bordo della SS Princess Ena Malta e della HMS Benbow a partire dal 1919, dove si credeva che venissero detenuti per circa tre anni mentre venivano effettuate ricerche negli archivi di Costantinopoli, Londra, Parigi e Washington per trovare un modo per perseguirli. I prigionieri furono isolati in tre diversi gruppi.
- A: per le persone sospettate di aver preso parte a massacri
- B: per le persone sospettate di aver tollerato le stragi
- C: per le persone che non erano sospettate di aver intrapreso azioni dirette nei massacri

Il governo concorrente di Ankara era fermamente contrario ai processi contro i criminali di guerra. Mustafa Kemal Atatürk ragionò sui detenuti a Malta in occasione del congresso di Sivas il 4 settembre 1919: "... se qualcuno dei detenuti già portato o ancora da portare a Costantinopoli dovesse essere giustiziato, anche per ordine del vile governo di Costantinopoli, prenderemmo seriamente in considerazione l'esecuzione di tutti i prigionieri britannici in nostra custodia". Dal febbraio 1921 il tribunale militare di Costantinopoli iniziò a rilasciare prigionieri senza processi.
Il rilascio dei detenuti turchi a Malta fu ottenuto in cambio di 22 prigionieri britannici, incluso un parente di Lord Curzon, detenuti da Mustafa Kemal Atatürk.

### Fondamento giuridico
Nel 1918 fu stilata una lista americana di 11 "fuorilegge della civiltà" da prendere di mira per "punizione di condizione":
Il Ministero degli Esteri britannico chiese che 141 turchi fossero processati per crimini contro soldati britannici e 17 per crimini contro armeni durante la prima guerra mondiale.
L'autorità alleata, per procedere con qualsiasi azione penale, venne creata come parte della Conferenza di pace di Parigi del 1919, con l'istituzione della "Commissione sulle responsabilità e le sanzioni", che era presieduta dal Segretario di Stato americano Robert Lansing. Il lavoro della Commissione vide diversi articoli aggiunti al Trattato di Sèvres per effettuare gli atti d'accusa contro i capi di governo in carica dell'Impero ottomano, Sultan Mehmed VI e Damat Adil Ferit Pascià. Il Trattato di Sèvres riconobbe la Repubblica Democratica di Armenia e sviluppò un meccanismo per processare gli accusati di "metodi di guerra barbari e illegittimi... [compresi] reati contro le leggi e le usanze della guerra e i principi dell'umanità".
L'articolo 230 del Trattato di Sèvres richiedeva all'Impero ottomano di consegnare alle Potenze Alleate le persone la cui cessione poteva essere richiesta da queste ultime, come responsabili dei massacri commessi durante il perdurare dello stato di guerra su un territorio che faceva parte dell'Impero ottomano al 1º agosto 1914.
Come firmatario del trattato, l'Impero ottomano riconosceva specificamente il diritto degli alleati di convocare tribunali internazionali per condurre processi per crimini di guerra.
Nel 1921 l'Alta Commissione britannica aveva raccolto un corpo di informazioni dalle sue fonti greche e armene sui prigionieri turchi detenuti a Malta, e su circa 1000 altri, tutti accusati di essere stati direttamente o indirettamente colpevoli di partecipazione a massacri. Gli Alleati avevano "una montagna di documenti" relativi al genocidio armeno, ma questi erano per lo più generali e non implicavano chiaramente individui specifici.

### Sospensione dell'azione penale
Secondo l'ex giudice della Corte europea dei diritti dell'uomo Giovanni Bonello la sospensione dei procedimenti giudiziari, il rimpatrio e il rilascio dei detenuti turchi furono tra l'altro la conseguenza della mancanza di un quadro giuridico adeguato con la giurisdizione sovranazionale, perché dopo la prima guerra mondiale non esisteva nessuna norma per la regolamentazione dei crimini di guerra, a causa di un vuoto giuridico nel diritto internazionale; quindi contrariamente alle fonti turche, a Malta non si svolsero mai svolti processi.
Il 16 marzo 1921, il ministro degli Esteri turco e il ministero degli Esteri britannico firmarono un accordo a Londra. In cambio dei 22 prigionieri britannici in Turchia, tra cui un parente di Lord Curzon e fratello di Lord Rawlinson, la Gran Bretagna avrebbe liberato 64 prigionieri turchi da Malta. Da questi si escludevano quelli che si intendevano perseguire per presunti reati in violazione delle leggi e delle pratiche di guerra o per massacri commessi in qualsiasi parte dell'Impero turco dopo lo scoppio della guerra. L'ammiraglio britannico Sir John Michael de Robeck, che era stato il secondo in comando delle forze navali alleate ai Dardanelli, commentò: "Sarebbe difficile in queste condizioni condannare la maggior parte degli esuli davanti a una corte alleata."
In relazione allo scambio di prigionieri, l'articolo 2 dell'Accordo per l'immediato rilascio dei prigionieri recita:
Il ministro degli Esteri britannico Lord Curzon ha affermato che il successivo rilascio di molti dei prigionieri turchi fu "un grande errore".

## Conseguenze
Procedimenti interni turchi separati portarono a sentenze e ondanne a morte di molte delle menti del genocidio armeno. Poiché molti dei principali artefici del genocidio erano riusciti a fuggire prima della condanna, la Federazione Rivoluzionaria Armena decise al 9º Congresso generale, convocato a Yerevan dal 27 settembre alla fine di ottobre 1919, di portare avanti una campagna omicida contro coloro che erano percepiti come i responsabili. Fu istituita una task force, guidata da Shahan Natalie, che lavorò con Grigor Merjanov, per assassinare Talaat Pascià, Javanshir Khan, Said Halim Pascià, Behaeddin Shakir Bey, Jemal Azmi, Jemal Pascià, Enver Pascià e altri, tra cui diversi armeni.
Alcuni di quelli accusati come criminali di guerra condussero vite politicamente influenti nel nascente stato turco. Mustafa Abdülhalik Renda, per esempio, che "lavorò con grande energia per la distruzione degli armeni", divenne in seguito ministro turco delle finanze e presidente dell'Assemblea e, per un giorno, in seguito alla morte di Kemal Atatürk, presidente. Il generale Wehib Pascià e varie fonti tedesche hanno anche implicato Abdülhalik nell'incendio mortale di migliaia di persone nella provincia di Mus.
Lo storico armeno Vahakn N. Dadrian ha commentato che gli sforzi degli alleati per perseguire sono stati un esempio di "una giustizia retributiva [che] ha lasciato il posto all'opportunità di un accomodamento politico".
Peter Balakian - riferendosi ai tribunali militari ottomani del dopoguerra, nessuno dei quali si è tenuto a Malta - ha commentato che "I processi rappresentano una pietra miliare nella storia dei tribunali per crimini di guerra". Sebbene alla fine furono troncati da pressioni politiche e diretti dalle leggi interne della Turchia piuttosto che da un tribunale internazionale, i processi di Costantinopoli (corti marziali turche del 1919-20) furono un precedente dei processi di Norimberga dopo la seconda guerra mondiale.
Nel 1926,  Mehmet Cavit Bey, Nazım Bey, Yenibahçeli Nail Bey e Hilmi furono impiccati da Kemal con l'accusa di aver complottato per assassinarlo. Erano gli autori del genocidio armeno di livello più alto rimasti in vita, sebbene il loro processo non facesse alcun riferimento al loro ruolo nel genocidio.

## Eliminazione delle prove
Un cablogramma di WikiLeaks classificato e firmato da David Arnett il 4 luglio 2004 presso il Consolato Generale degli Stati Uniti a Istanbul afferma quanto segue:
Secondo il cablogramma, l'ambasciatore Muharrem Nuri Birgi venne effettivamente incaricato di distruggere le prove durante gli anni '80. Durante il processo di eliminazione delle prove, l'ambasciatore Birgi ha dichiarato in riferimento agli armeni: "Li abbiamo davvero massacrati". Altri, come Tony Greenwood, direttore dell'American Research Institute in Turchia, hanno confermato che un gruppo selezionato di militari in pensione stava "passando in rassegna" gli archivi. Tuttavia, è stato notato da un certo studioso turco che l'esame era semplicemente un tentativo per eliminare i documenti trovati negli archivi.